# Honda Acty
Honda Acty — серия малотоннажных грузовых автомобилей, выпускавшихся японской компанией Honda с 1977 по 2021 год в четырёх поколениях.

## Первое поколение
Первое поколение Honda Acty было представлено 27 июля 1977 года. 1 сентября 1975 года правительство Японии пересмотрело Закон о дорожных транспортных средствах, регулирующий габариты и объём двигателя транспортных средств этого класса. В результате первые модели Acty начали выпускаться со среднемоторной компоновкой. В движение автомобили приводились 2-цилиндровым двигателем EH SOHC с водяным охлаждением объёмом 545 см3, мощностью 20,6 кВт (27,6 л. с.) при 5500 об/мин и крутящим моментом 41 Н⋅м при 4000 об/мин. Экспортные модели с оборудованием, снижающим выбросы вредных веществ, имеют мощность 22,8 кВт (30,6 л. с.) при тех же оборотах двигателя.
Цельнометаллический фургон был представлен в ноябре 1979 года. В целях экономии на автомобиль устанавливались те же задние фонари, что и на панельный фургон. По обеим бокам расположены боковые двери с ручками по центру. Автомобили Honda Acty экспортировались на ряд мировых рынков, включая Великобританию. Конкурентом являлся Suzuki Carry.
Пассажирская модификация, получившая название Honda Street, поступила в продажу 1 февраля 1981 года. Отличительной особенностью является высокая крыша. В 2001 году Honda Street был снят с производства.
В июне 1982 года Honda Acty прошёл рестайлинг. Изменения коснулись указателей поворота.

В марте 1983 года начался выпуск полноприводных Honda Acty. Для улучшения клиренса автомобили получили 12-дюймовые колёса. Мощность двигателя была увеличена до 21,3 кВт (28,6 л. с.) при 5300 об/мин, а крутящий момент — до 44 Н⋅м при 3500 об/мин. Объём бака стал составлять 35 литров.

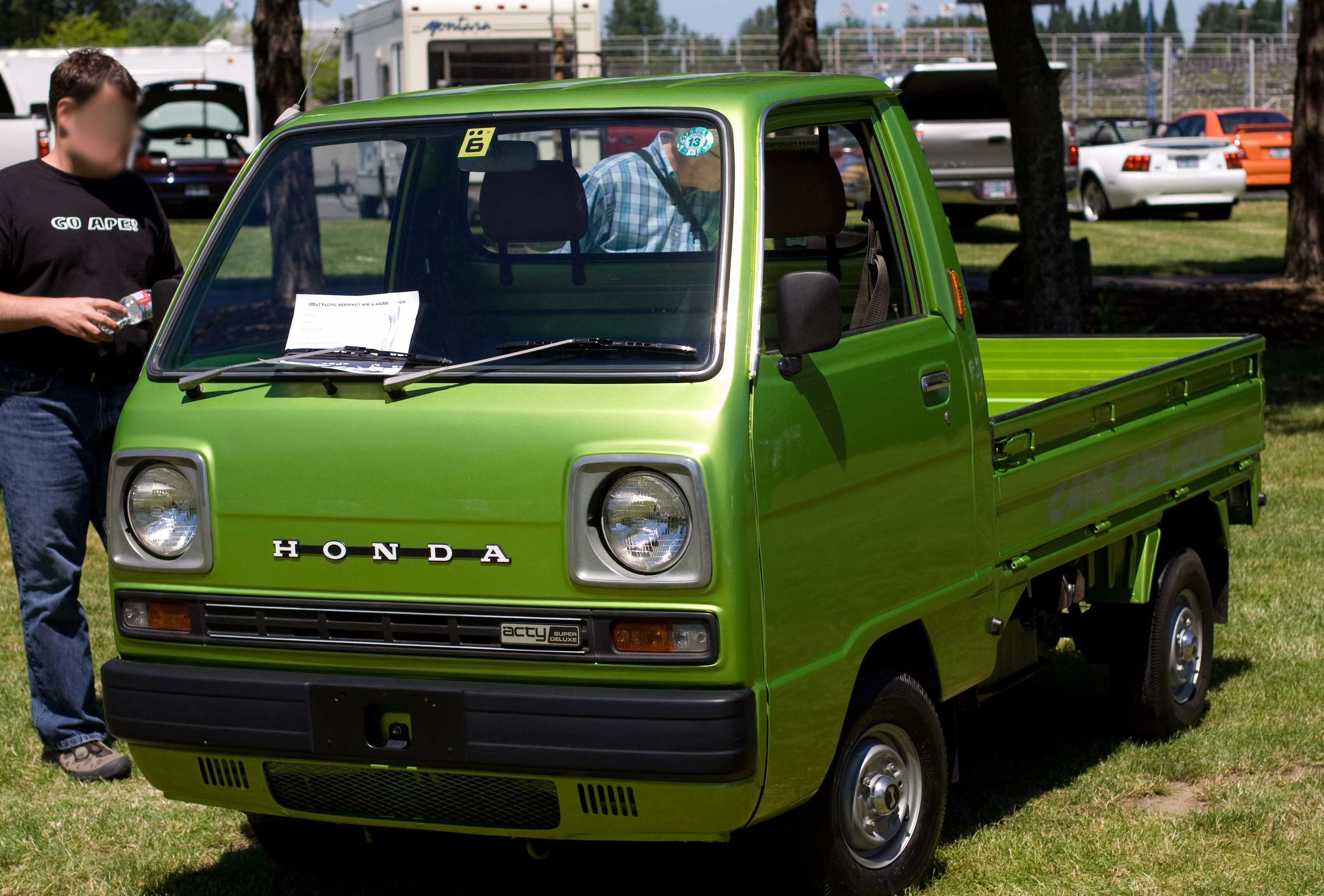
Honda Acty до фейслифтинга
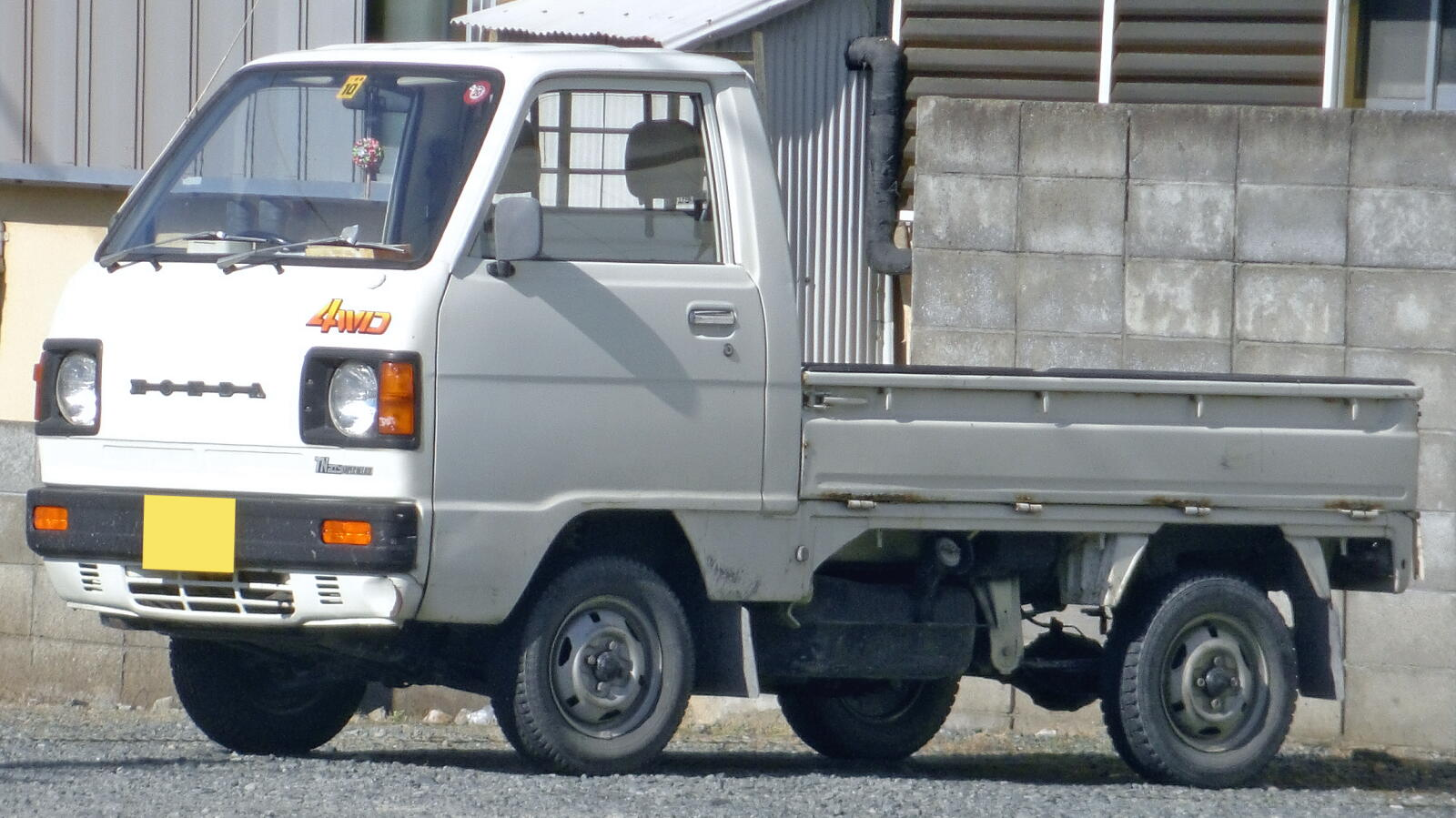
1983 Honda Acty
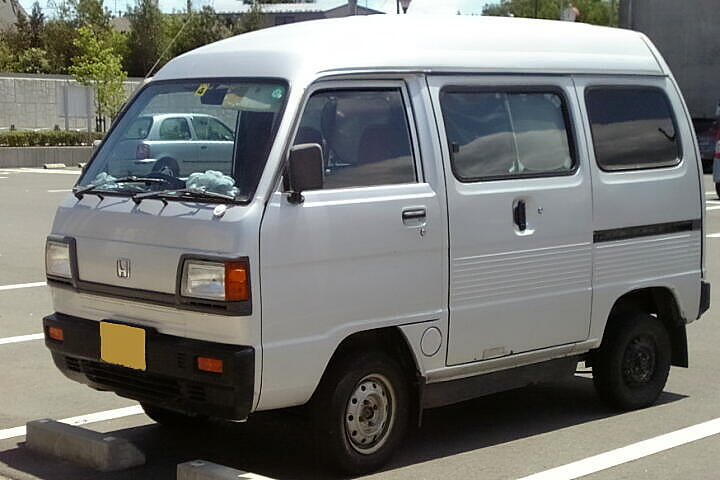
1985 Honda Street

## Второе поколение
Второе поколение Honda Acty было представлено в мае 1988 года. Автомобили оснащались трёхцилиндровым двигателем Honda E05 объёмом 547 см3, мощностью 25 кВт (34 л. с.) при 5500 об/мин и крутящим моментом 44 Н⋅м при 5000 об/мин. 
В марте 1990 Honda Acty второго поколения прошёл рестайлинг. Автомобиль стал оснащаться двигателем Honda E07A объёмом 656 см3, мощностью 28 кВт (38 л. с.) при 5300 об/мин и крутящим моментом 54 Н⋅м при 4500 об/мин. В 1996 году был добавлен впрыск топлива. Максимальная скорость на заднем приводе составляла 115 км/ч, а на полном — 105 км/ч. В зависимости от типа кузова автомобили обозначались индексами HA3/HA4 или HH3/HH4.
В октябре 1993 года был проведён второй рестайлинг. Круглые фары уступили место квадратным, со скошенным углом и увеличенными размерами. Honda Street стал выпускаться в комплектациях Fox и Xi. Мощность двигателя была увеличена до 44 л. с. В январе 1994 года Honda Acty также прошёл рестайлинг передней части. До 1999 года автомобили выпускались на заказ.

В январе 1996 года передние указатели поворота были изменены с жёлтых на прозрачные. Также была представлена версия Acty SDX-Hi с впрыском топлива, приводом на заднюю ось и пятиступенчатой механической трансмиссией. Производство Honda Acty продолжалось до 1999 года, а производство Honda Street — до 2001 года.

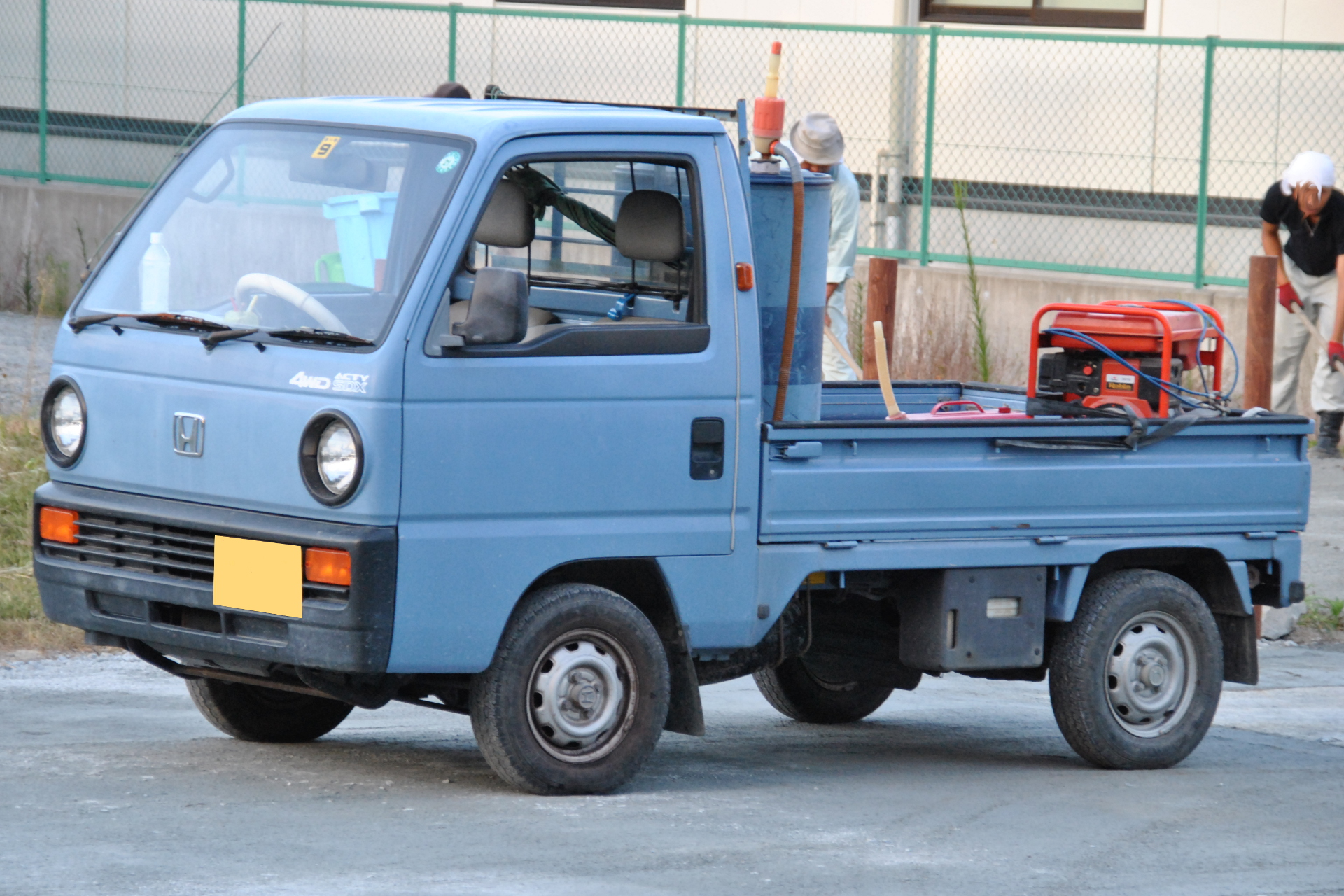
1988—1990 Honda Acty
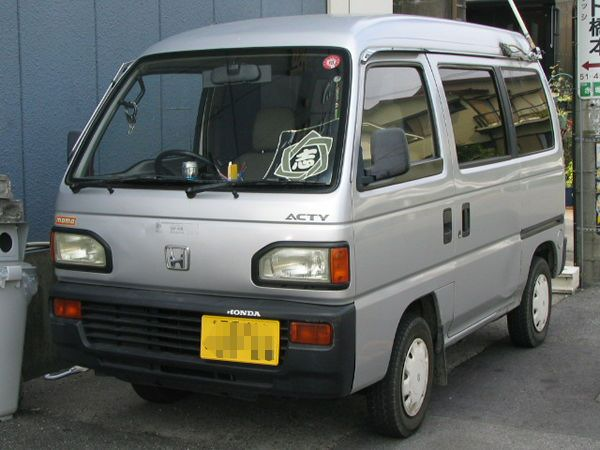
1992 Honda Acty
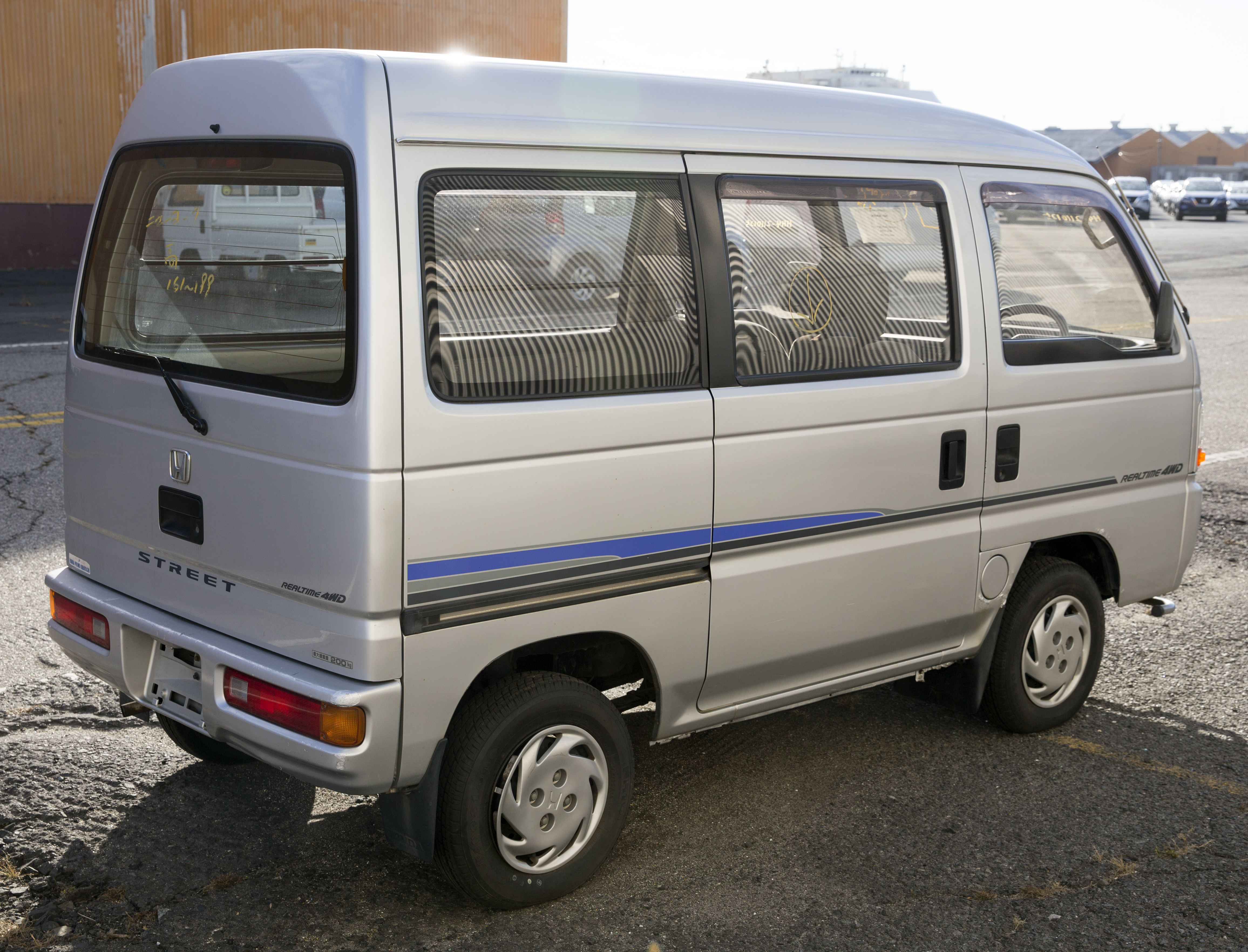
1994 Honda Street G 4WD
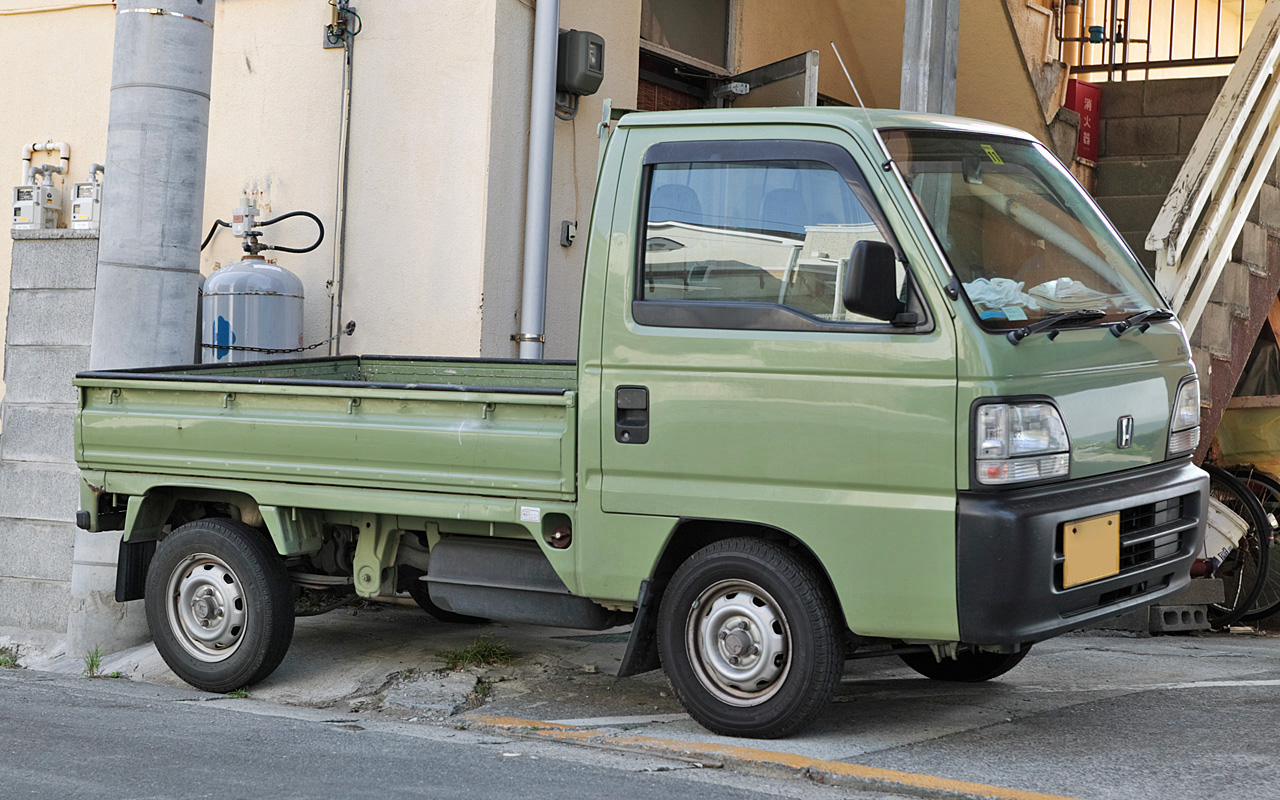
1996 Honda Acty

## Третье поколение
Третье поколение Honda Acty было представлено 27 мая 1999 года. Продажи начались спустя месяц. В отличие от предыдущих поколений, автомобиль имел «полукапотную» компоновку. При разработке особое внимание уделялось соблюдению повышенных требований безопасности. Базовая цена составляла 777000 иен, при этом по состоянию на декабрь 2008 года цена варьировалась от 1060500 иен.
Третье поколение Honda Acty оснащалось 12-клапанным рядным трёхцилиндровым двигателем Honda E07Z объёмом 656 см3, мощностью 34—39 кВт (45—52 л. с.) при 5000—7000 об/мин и крутящим моментом 61 Н⋅м при 4000 об/мин. Масса двигателя составляла 200 кг.

В декабре 2009 года производство третьего поколения Honda Acty было завершено.

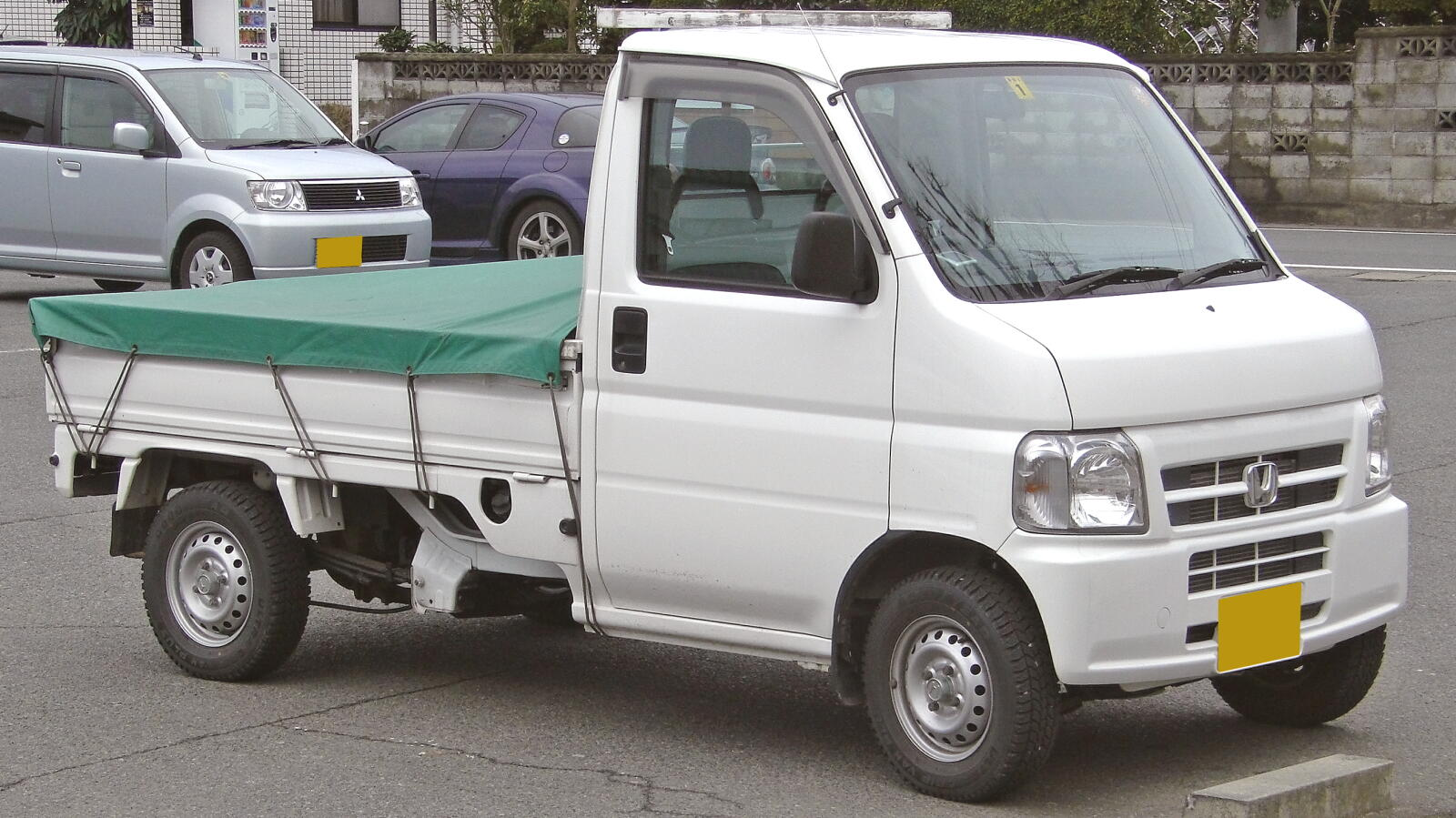
1999 Honda Acty
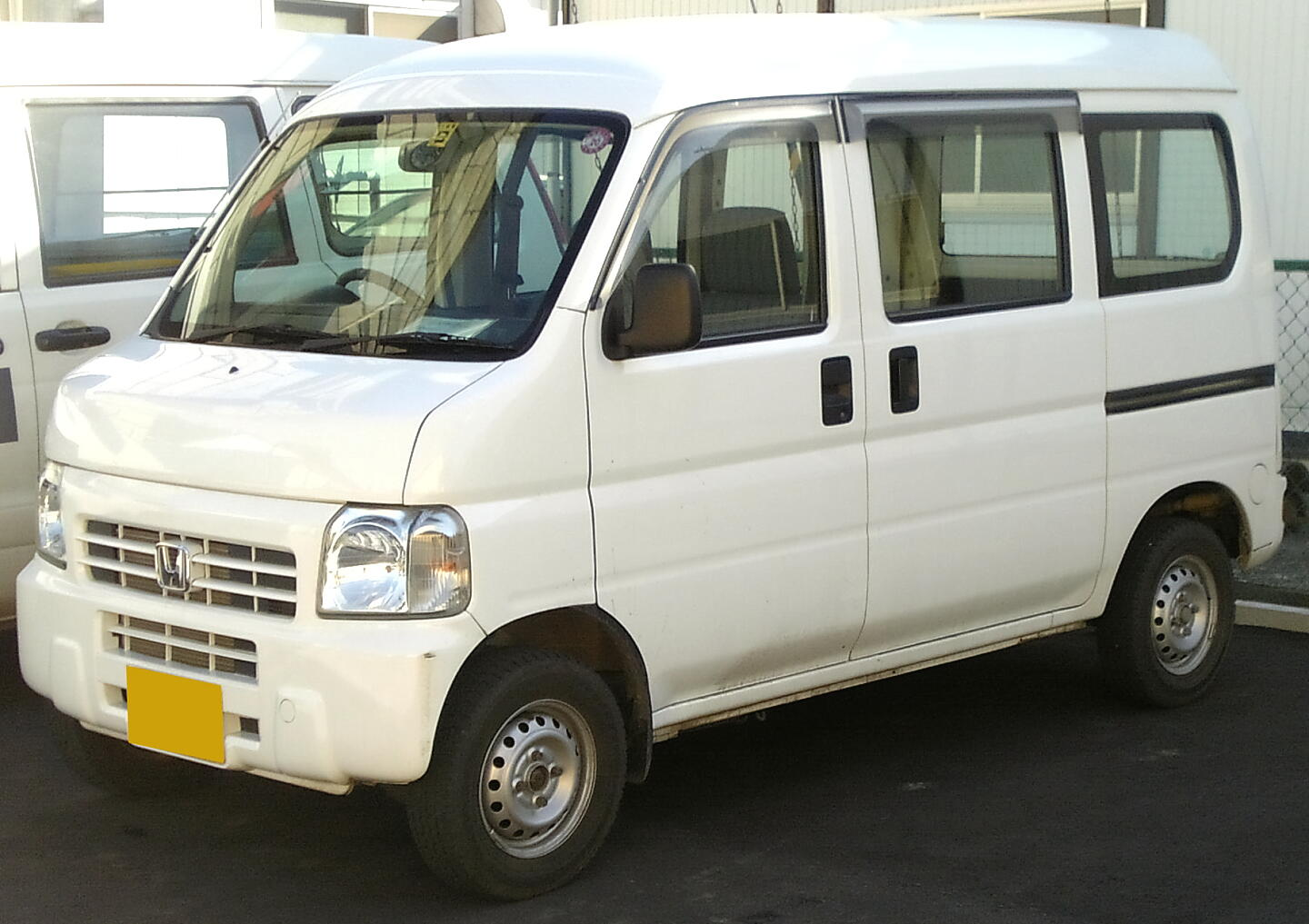
Вид спереди
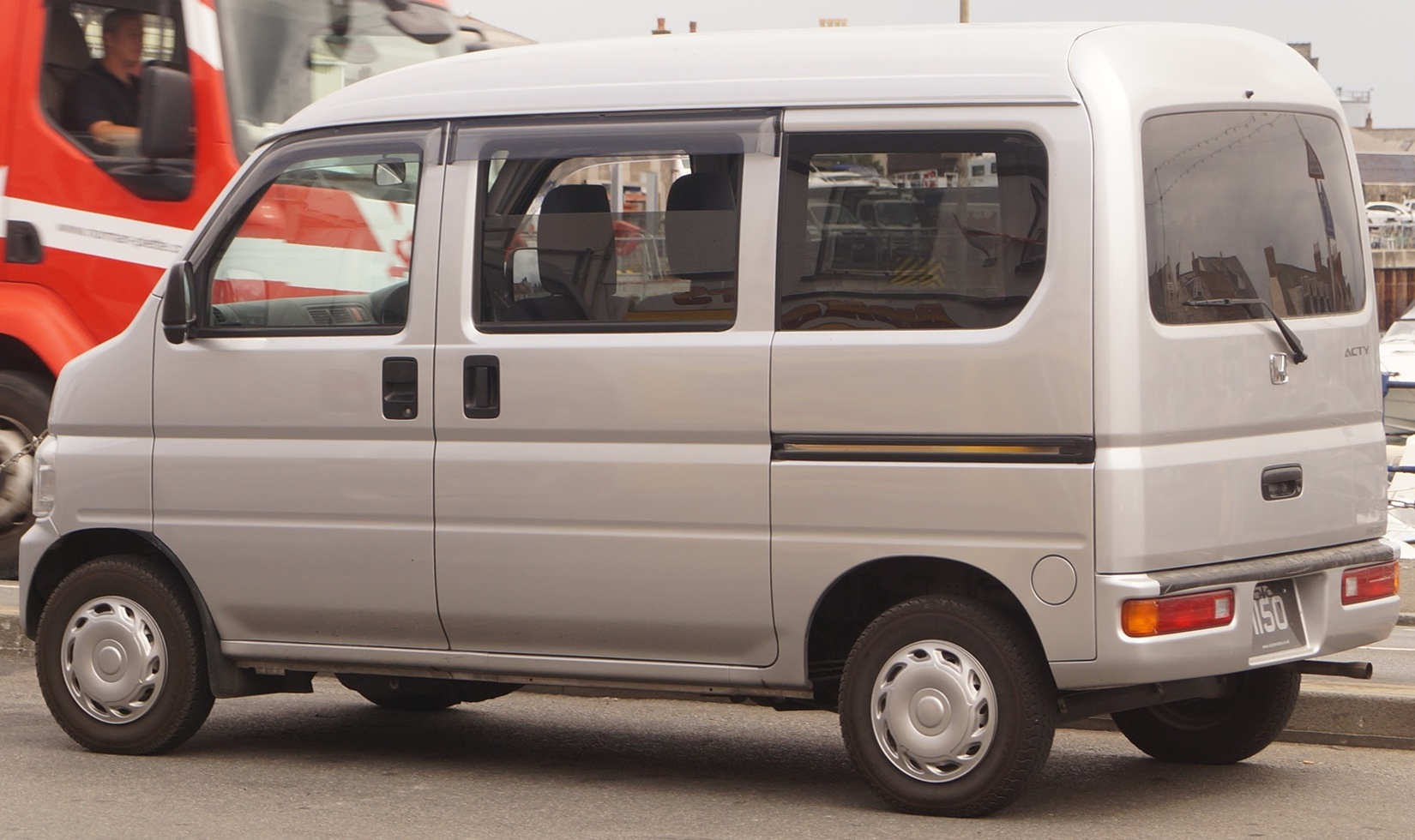
Вид сзади

## Четвёртое поколение
Четвёртое поколение Honda Acty было представлено 17 декабря 2009 года. Конкурентами являлись Daihatsu Hijet и Suzuki Carry. Двигатель E07Z развивает мощность 33 кВт (44 л. с.). Кодовые обозначения — HA8 (2WD) или HA9 (4WD). Колёсная база была укорочена до 1900 мм. В июне 2012 года автомобиль прошёл рестайлинг. В апреле 2021 года Honda Acty был снят с производства ввиду введения новых норм выбросов и обязательных тормозов для предотвращения ДТП.

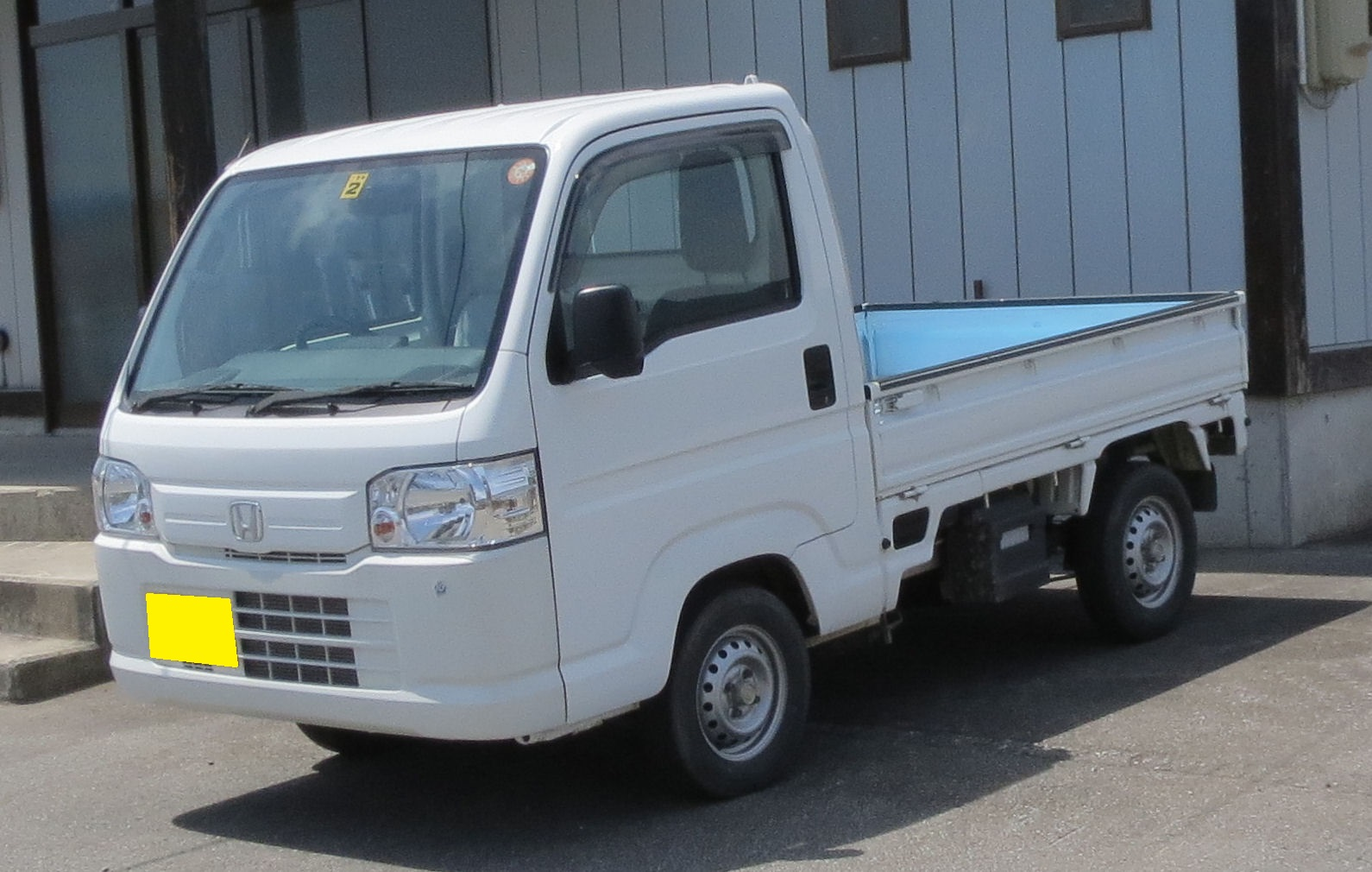
Вид спереди
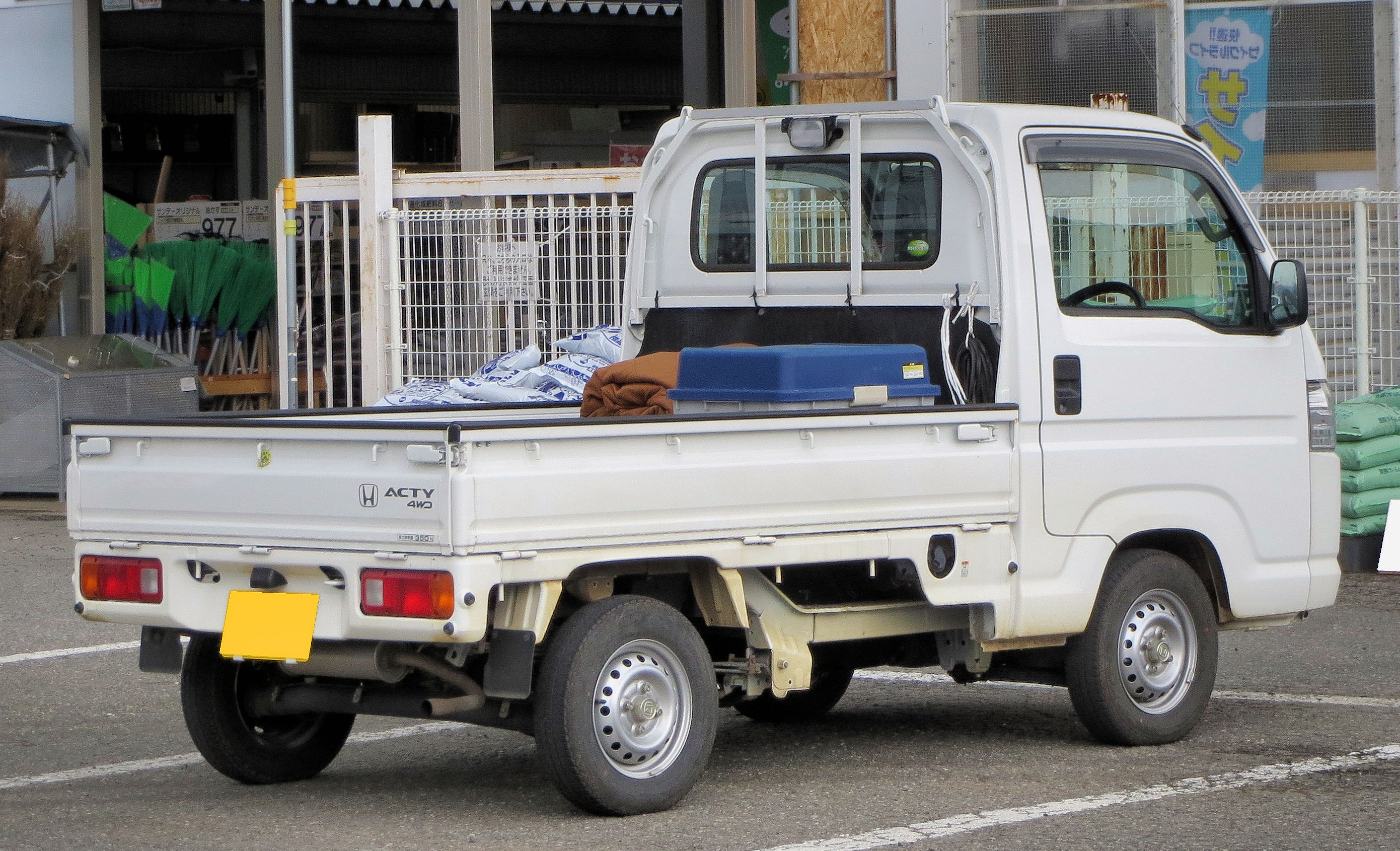
Вид сзади
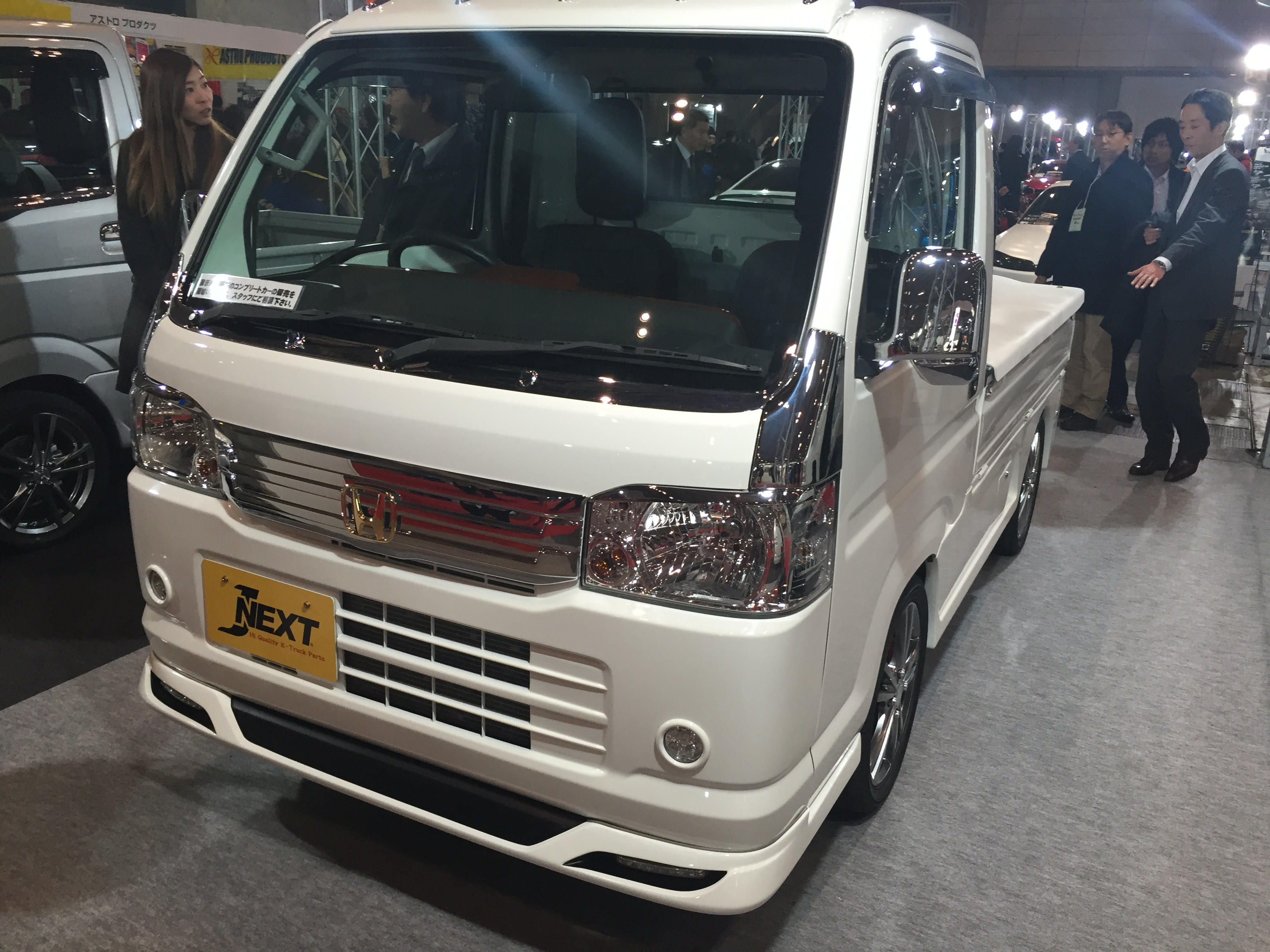
Фейслифтинг